# Rock of the Westies
Albums de Elton John
Captain Fantastic and the Brown Dirt Cowboy
(1975) Here and There
(1976)
Singles
1. Island Girl
Sortie : 29 septembre 1975
2. Grow Some Funk of Your Own / I Feel Like a Bullet (In the Gun of Robert Ford)
Sortie : 12 janvier 1976

Rock of the Westies est le dixième album studio d'Elton John, sorti en 1975.
Sorti quelques mois après Captain Fantastic and the Brown Dirt Cowboy, Rock of the Westies est le septième et dernier album d'affilée qu'Elton John classe en tête des ventes aux États-Unis. Deux 45 tours en sont tirés : Island Girl et le double face A Grow Some Funk of Your Own / I Feel Like a Bullet (In the Gun of Robert Ford). C'est un album plus rock que d'ordinaire pour Elton John, avec des guitares électriques au son lourd.

## Enregistrement
Comme les deux précédents albums de l'artiste, Rock of the Westies est enregistré au Caribou Ranch (en), un studio situé près de Nederland, dans le Colorado.
Cet album marque le retour de Caleb Quaye aux guitares et l'arrivée de James Newton Howard aux claviers, tandis que le bassiste Dee Murray et le batteur Nigel Olsson, collaborateurs de longue date, sont absents pour la première fois depuis 1972. Elton John ne collabore plus ici avec le Elton John Band, à l’œuvre sur la plupart de ses précédents albums.

## Liste des titres
Toutes les chansons sont écrites par Bernie Taupin et composées par Elton John, sauf mention contraire.

### Face 1
1. Medley (Yell Help / Wednesday Night / Ugly) – 6:13  (Elton John, Davey Johnstone, Bernie Taupin)
2. Dan Dare (Pilot of the Future) – 3:30
3. Island Girl – 3:42
4. Grow Some Funk of Your Own – 4:43  (John, Johnstone, Taupin)
5. I Feel Like a Bullet (In the Gun of Robert Ford) – 5:28

### Face 2
1. Street Kids – 6:23
2. Hard Luck Story – 5:10 ([Ann Orson, Carte Blanche)
3. Feed Me – 4:00
4. Billy Bones and the White Bird – 4:24

### Titres bonus
La réédition au format CD parue chez Mercury en 1995 inclut un titre bonus : le duo Don't Go Breaking My Heart avec Kiki Dee, sorti en 45 tours en juin 1976.
1. Don't Go Breaking My Heart (avec Kiki Dee – 4:28 (Ann Orson/Carte Blanche)

La réédition au format CD parue chez Rocket en 1996 inclut deux titres bonus. Planes est issue des séances d'enregistrement de l'album, mais n'a pas été retenue pour figurer dessus, tandis que Sugar on the Floor est la face B du single Island Girl.
1. Planes – 4:31
2. Sugar on the Floor (Kiki Dee) – 4:31

## Musiciens
- Elton John : chant, piano
- James Newton Howard : claviers
- Davey Johnstone : guitares, banjo, mandoline, chœurs
- Caleb Quaye : guitares, chœurs
- Kenny Passarelli : basse, chœurs
- Roger Pope : batterie
- Ray Cooper : percussions
- Clive Franks : percussions, chœurs
- Kiki Dee, Labelle, Ann Orson : chœurs

## Classements et certifications
| Pays et classement                 | Meilleure position |
| ---------------------------------- | ------------------ |
| Australie - Kent Music Report      | 4                  |
| Canada - RPM Albums Chart          | 1                  |
| Danemark                           | 3                  |
| Finlande - Suomen virallinen lista | 25                 |
| France - SNEP                      | 5                  |
| Italie                             | 16                 |
| Japon - Oricon                     | 47                 |
| Nouvelle-Zélande                   | 4                  |
| Norvège - VG-lista                 | 6                  |
| Espagne                            | 8                  |
| Suède - Sverigetopplistan          | 6                  |
| Royaume-Uni - UK Albums Chart      | 5                  |
| États-Unis - Billboard 200         | 1                  |
| Allemagne de l'Ouest               | 33                 |

| Pays et classements (1975)      | Position |
| ------------------------------- | -------- |
| Australie                       | 37       |
| Canada                          | 11       |
| France                          | 81       |
| Italie                          | 58       |
| Pays et classements (1976)      | Position |
| Australie                       | 52       |
| Canada                          | 31       |
| États-Unis - Billboard Year-End | 37       |

| Pays                  | Certification | Ventes certifiées |
| --------------------- | ------------- | ----------------- |
| Canada (Music Canada) | Platine       | 100 000           |
| Royaume-Uni (BPI)     | Or            | 100 000           |
| États-Unis (RIAA)     | Platine       | 1 000 000         |